# Nihon Gaishi
Nihon Gaishi (日本外史) é uma obra literária de Rai San'yō, que foi publicado em 1827 e que trata da História do Japão.
Foi um sucesso de livraria quando foi publicado; é, então, assunto de muitos comentários e até mesmo usado como livro. Frequentemente tomando liberdade com os factos, Rai San'yō regularmente inclui comentários pessoais na história. O tom é claramente favorável ao imperador, o que torna a obra uma referência para activistas políticos que no final do século XIX buscarão derrubar o shogun. Como tal, o livro foi proibido em várias áreas até à era Meiji.